# Федотов, Максим Викторович
Макси́м Ви́кторович Федо́тов (род. 24 июля 1961, СССР, Ленинград) ― советский и российский скрипач и дирижёр, народный артист России (2002), лауреат Всесоюзного и Международных конкурсов. Главный дирижёр Русского симфонического оркестра (2003—2005), Художественный руководитель и главный дирижёр Симфонического оркестра Москвы «Русская филармония» (2006 — декабрь 2010), солист Московской филармонии, профессор Московской консерватории (с 1987 — н. вр.). Профессор и руководитель кафедры скрипки и альта Российской академии музыки имени Гнесиных (2003—2008).
Сын дирижёра, народного артиста России, профессора Виктора Андреевича Федотова.
Максим Федотов женат на пианистке, Заслуженной артистке России Галине Петровой, которая является его постоянным партнёром в концертной деятельности. М. Федотов — первый скрипач, давший открытый сольный концерт на двух скрипках Н. Паганини (С-Петербург 2003 г.). Выступает в качестве солиста-скрипача и в качестве дирижёра с ведущими российскими и зарубежными оркестрами.

## Награды и звания
- Лауреат Всесоюзного конкурса скрипачей (Рига, 1981)
- Лауреат международного конкурса имени Паганини (Генуя, 1982)
- Лауреат международного конкурса камерных ансамблей им. Дж. Виотти (Верчелли, 1984)
- Лауреат I премии, обладатель Золотой медали и всех специальных призов конкурса скрипачей (Токио, 1986)
- Лауреат Международного конкурса имени П. И. Чайковского(1986) Серебряная медаль
- Заслуженный артист Российской Федерации (1995)
- Народный артист Российской Федерации (2002)
- Дуэт «Максим Федотов — Галина Петрова» — лауреат Премии г. Москвы 2003 г.
- Благодарность Министра культуры и массовых коммуникаций Российской Федерации (9 февраля 2006 года) — за вклад в развитие советской музыкальной культуры[3].